# Kuznetsovo (Amur)
|  | Per a altres significats, vegeu «Kuznetsovo». |

Kuznetsovo (en rus: Кузнецово) és un poble de l'óblast de l'Amur, a Rússia, que el 2018 tenia 189 habitants, pertany al districte de Magdagatxi.